# Quiksilver Pro Gold Coast
Quiksilver Pro Gold Coast es el primer evento del ASP World Tour del año en el calendario del surf al máximo nivel.
Este evento, patrocinado por Quiksilver, pertenece a los llamados "eventos móviles" de la[WSL][World Surf league]]. Es decir, que pueden ser trasladados a otro lugar según lo considere la organización. Desde 2002, el Quiksilver Pro lleva celebrándose en Gold Coast, Queensland, Australia, más concretamente en el paraje surfista de Snapper Rocks, Coolangatta. Pero en la edición de 2001, por ejemplo, el evento se celebró en la localidad vecina de Kirra, donde puede ser llevado también en un futuro junto con ciudades australianas como Burleigh o Duranbah.

## Último evento
| Posición | Año  | Campeón          | Nacionalidad |
| -------- | ---- | ---------------- | ------------ |
| 1º       | 2009 | Joel Parkinson   | Australia    |
| 2º       | 2009 | Adriano de Souza | Brasil       |
| 3º       | 2009 | Mick Fanning     | Australia    |
| 3º       | 2009 | Taj Burrow       | Australia    |

## 2008
| Posición | Campeón       | Nacionalidad   |
| -------- | ------------- | -------------- |
| 1º       | Kelly Slater  | Estados Unidos |
| 2º       | Mick Fanning  | Australia      |
| 3º       | Bede Durbidge | Australia      |
| 3º       | Jérémy Florès | Francia        |

## Pasados campeones
| Año  | Campeón        | Nacionalidad   |
| ---- | -------------- | -------------- |
| 2007 | Mick Fanning   | Australia      |
| 2006 | Kelly Slater   | Estados Unidos |
| 2005 | Mick Fanning   | Australia      |
| 2004 | Michael Lowe   | Australia      |
| 2003 | Dean Morrison  | Australia      |
| 2002 | Joel Parkinson | Australia      |

- Datos: Q3414487